# 工程物理學
工程物理學或工程科學指的是結合物理學、數學以及各類工程學科（電腦工程、電子工程、材料工程或機械工程）的綜合學科。藉由立足於嚴謹的科學方法上，該學門鑽研如何尋找和發展工程問題上的新方法。在許多國家，工程物理學學位被視為是學術學位所獎勵。它可以被當成大學等級的學程，但也時常因其廣泛的學科範圍和嚴謹的修業課程而被規劃為榮譽學位。

## 概論
不同於傳統的工程學科，工程科學並不一定要被侷限在特定的學科分支。取而代之的是，工程科學在特定的主題上提供了更加深入的根基，像是 光學、量子物理、材料科學、應用力學、奈米科技、微米製程、 應用物理學 、機械工程、電機工程、生物物理學、控制理論、空氣動力學、能量、固態物理學，等等。此學科致力於綜合數學、科學、統計和工程的應用方法，以創造和最佳化工程方法。此學門也著重於研究、發展、設計與分析，以連結理論科學與實際工程學間的差距。
要注意的是，許多語言都把工程物理學翻譯成英文中的「科技物理學」。在有些國家，兩者皆指學術學位，唯前者特指核能研究，而後者較貼近工程物理學。 在有些學術單位，工程（或應用）物理學主修是一門牽涉工程科學或應用科學的特殊學門。
在許多大學，工程科學學程可以提供給理學院學士、理學院碩士跟哲學博士修讀。通常該學程的核心課程是由數學、物理學、 化學、生物學所組成的，而一般的選修可能包含流體力學、量子物理、 經濟學、等離子物理學、相對論、 固態力學、作業研究、量化經濟、資訊科技與工程、動態系統、生物工程、環境工程、計算科學、工程數學、統計學、固態裝置、材料科學、電磁學、奈米科學、奈米科技、能量、光學。一般的大學部工程學位通常關注在對早先的工程問題的設計跟分析而建立出來的方法的應用；與之相對的，大學部的工程科學學位則聚焦在創造與使用更進階的實驗性和計算性的技術，而其中並沒有標準化的辦法（也就是說，其專注在藉由應用基礎原理來發展對於當代物質科學或生命科學方面的工程問題的解法）。

## 分支
- 加速器物理（英语：Accelerator physics）
- 聲學
- 空氣動力學
- 農業物理學
- 模擬電路
- 應用物理學
- 應用數學
- 應用力學
- 天文動力學
- 微觀原子力與分子影像（英语：Molecular imaging）
- 彈道學
- 生物力學
- 生物傳感器與生物電子學（英语：bioelectronics）
- 生物物理學
- 生物奈米科技（英语：Bionanotechnology）
- 化學物理
- 通訊物理（英语：Communication physics）
- 計算物理
- 複合材料
- 控制理論
- 資料挖礦
- 數位電子學
- 電子化學
- 電磁學
- 能量系統
- 纖維光學
- 流體力學
- 地質科學
- 資訊理論
- 儀器儀表與控制（英语：Instrumentation and control）
- 雷射物理學
- 材料科學與處理過程
- 醫學物理
- 冶金
- 超材料
- 度量學
- 微觀電子學
- 微觀流體學、 MEMS、與MOEMS（英语：MOEMS）
- 微纖維（英语：Microfabrication）
- 微波工程學（英语：Microwave engineering）
- 奈米科技
- 神經工程學
- 非破壞性檢測
- 核能工程學
- 核能科技
- 光子學與電漿學
- 電漿物理學
- 聚合物科學
- 電力電子學[9]
- 量化金融學
- 量子電子學
- 量子訊息
- 無線電頻率工程學（英语：Radio-frequency engineering）
- 再生能源
- 半導體物理學與裝置
- 土壤物理學
- 固態物理學
- 太空物理學
- 自旋電子學與自旋工程學（英语：Spin engineering）
- 統計力學
- 系統生物學
- 超導體
- 薄膜與奈米尺度材料
- 運輸動力學

## 專業社群與組織
- Society of Engineering Science Inc. （页面存档备份，存于）.